# НеДіля
НеДіля — український музичний гурт. Грав у стилі поп-рок.

## Історія
Гурт був створений 10 червня 2004 року Едуардом Приступою, який більше відомий під псевдонімом «Діля», колишнім учасником гурту «ТНМК».
16 червня 2004 року вийшов дебютний альбом з однойменною назвою «НеДіля» (видавець: «Moon Records»). 12 вересня гурт виступив хедлайнером рок-фестивалю «Гніздо» (Біла Церква). 27 лютого 2005 року гурт став одним із фіналістів українського відбору конкурсу «Євробачення 2005».
19 квітня 2006 року відбулась презентація другого альбому — «Трохи теплих слів». На його підтримку група провела концертний тур містами України (Одеса, Донецьк, Харків, Дніпропетровськ, Київ, Полтава, Южноукраїнськ та інші).
Окрім активних концертних поїздок гурт, наприклад, презентував гімн футбольного клубу «Арсенал» (Київ) у київському Палаці Спорту 9 вересня 2007 року.
2010 року «НеДіля» випустив третю студійну платівку «Fortissimo».
У 2012 році гурт записав саундтрек до шоу «Дурнєв+1» «Зараз модно буть дегенератом».

## Альбоми
- НеДіля (2004)
- Трохи теплих слів (2006)
- Fortissimo (2010)

## Сингли
- Непричесана (2013)

## Кліпи
- Допоможи (2004)
- Тільки дощ або «Rain» (2004)
- Казка для дорослих (2006)
- Трохи теплих слів (2007)
- I will fly (2008)
- Спрага (feat. «Тайный заговор», 2008)
- Знову сама (2009)
- Если бы я был (2010)
- Business Lady (2010)
- Небокрай (2010)
- «Время» (2013)